# سرعة فرط صوتية

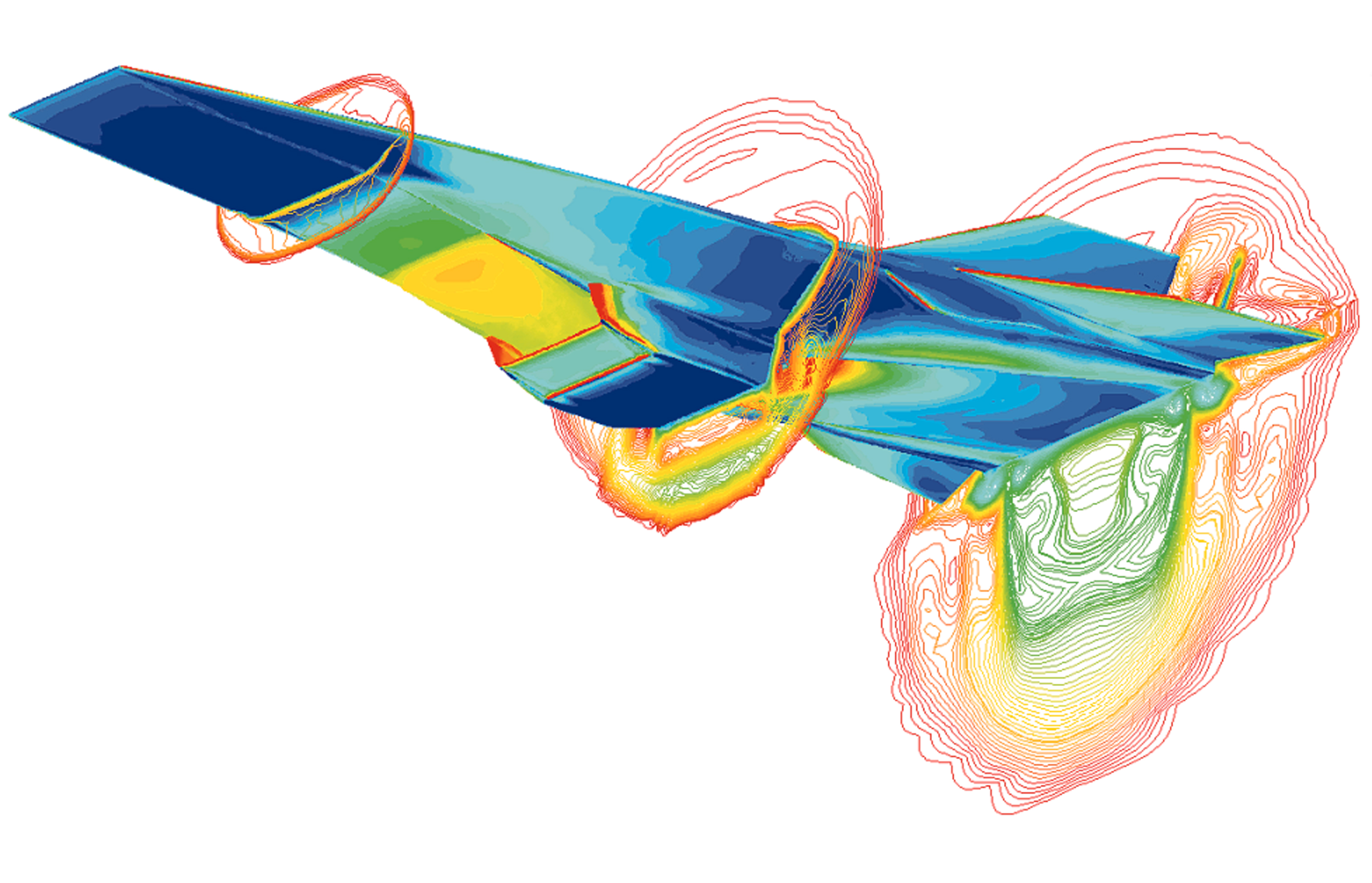
صورة بتقنية ديناميكا الموائع الحسابية لطائرة ناسا إكس-43 التابعة لوكالة الفضاء الأمريكية (بسرعة 7 ماخ)

محاكاة لسرعة فوق صوتية (5 ماخ)

في الديناميكا الهوائية، السرعة فرط الصوتية (بالإنجليزية: Hypersonic speed)‏ هي السرعة التي تفوق بكثير مرحلة ما بعد سرعة الصوت. منذ سبعينيات القرن الماضي، يشير هذا المصطلح عموما إلى السرعات التي تفوق 5 ماخ.
يختلف عدد ماخ الدقيق الذي يمكن أن يقال فيه إن الطائرة تطير بسرعة فرط صوتية، لأن التغيرات الفيزيائية الفردية في تدفق الهواء (مثل تفكك الجزيئات والتآين) تحدث بسرعات مختلفة؛ فتصبح هذه الأعراض مجتمعة مهمة عند وصولها سرعة حول 5 ماخ. وعادة ما يُعرف نظام السرعة فرط الصوتية على أنه سرعات لا تنتج فيها المحركات النفاثة دفعة صافية.

## خصائص التدفق
في حين أن تعريف السرعة فرط الصوتية يمكن أن يكون غامضًا إلى حدٍّ ما ويكون قابلًا للنقاش بشكل عام (خاصة بسبب غياب الانقطاع بين التدفقات فرط الصوتية والتدفق الأسرع من الصوت)، يمكن أن يتصف التدفق فرط الصوتي بظواهر فيزيائية معينة لم يعد من الممكن أن تُخفض تحليليًا كما هو الحال في التدفق الأسرع من الصوت. الميزات في التدفقات فرط الصوتية هي كما يلي:
1. طبقة صادمة
2. تسخين حركي هوائي
3. طبقة الإنتروبيا
4. آثار الغاز الحقيقي
5. تأثيرات منخفضة الكثافة
6. استقلال المعاملات الديناميكية الهوائية مع عدد ماخ.

### الطبقة الصادمة
كلما ازداد عدد ماخ في الجسم، تزداد أيضًا الكثافة وراء صدمة القوس التي يولدها الجسم، والتي تتوافق مع انخفاض في الحجم وراء الصدمة بسبب الحفاظ على الكتلة. وبالتالي، فإن المسافة بين صدمة القوس والجسم ينخفض في أعداد ماخ العالية.

### طبقة الإنتروبيا
ومع زيادة السرعة وبالتالي زيادة عدد الماخ ، يزداد أيضاً التغير في الإنتروبيا عبر الصدمة، مما يؤدي إلى تدرج انتروبي قوي وتدفق دوامي شديد يمتزج مع طبقة حدية.

### التفاعل اللزج
يتحول جزء من الطاقة الحركية الكبيرة المرتبطة بالتدفق عند أرقام ماخ العالية إلى طاقة داخلية في السائل بسبب التأثيرات اللزجة. تتحقق الزيادة في الطاقة الداخلية كزيادة في درجة الحرارة. بما أن تدرج الضغط الطبيعي للتدفق داخل الطبقة الحدودية هو صفر تقريبًا لأعداد ماخ التي تفوق سرعة الصوت بأقل من المتوسط إلى المتوسط، فإن زيادة درجة الحرارة عبر الطبقة الحدودية تتزامن مع انخفاض في الكثافة. يؤدي هذا إلى توسيع الجزء السفلي من الطبقة الحدودية، بحيث تنمو الطبقة الحدودية فوق الجسم أكثر سمكًا ويمكن أن تندمج غالبًا مع موجة الصدمة بالقرب من حافة الجسم الرئيسية.

### تدفق درجات الحرارة العالية
درجات الحرارة المرتفعة بسبب مظهر من التفريق اللزج تسبب خواص تدفق كيميائية غير متوازنة مثل الإثارة الاهتزازية والتفكك وتأييد الجزيئات التي تؤدي إلى تدفق دخول الغلاف الجوي والحمل.

## روابط خارجية
- دليل ناسا للسرعة فرط الصوتية
- مركز جامعة كوينزلاند للسرعة فرط الصوتية